# Ulysses: Jeanne d'Arc to Renkin no Kishi
Ulysses: Jeanne d'Arc and the Alchemist Knight (ユリシーズ ジャンヌ・ダルクと錬金の騎士 Yurishīzu Jan'nu Daruku to Renkin no Kishi?)  es una serie de novelas ligeras japonesas escritas por Mikage Kasuga e ilustradas por Tomari Meron.  Shueisha ha publicado siete volúmenes y un volumen de precuela desde agosto de 2015 bajo su sello Dash X Bunko.  Una adaptación de manga con arte de Yagi Shinba y Hirafumi titulada Ulysses: Jeanne d'Arc to Hyakunen Sensō no Himitsu (ユリシーズ ジャンヌ・ダルクと百年戦争のひみつ?) se serializó en el sitio web Dash X Comic de Shueisha del 28 de febrero de 2018 al 14 de noviembre de 2018.  Una adaptación de la serie de televisión de anime por AXsiZ se transmitió del 7 de octubre al 30 de diciembre de 2018. 

## Trama
Montmorency es un joven caballero cuyos sueños es convertirse en un alquimista y descubrir el secreto de la Piedra Filosofal . 
Cuando el ejército inglés ocupa el norte de Francia durante la Guerra de los Cien Años , la mayoría de los jóvenes estudiantes de la Escuela de Caballeros son enviados a la batalla, y el mismo amor secreto de Montmorency aparentemente es asesinado durante la Batalla de Azincourt; después de esto, las rutas de todos toman diferentes caminos, al punto de encontrarse como enemigos cuando algunos de sus hogares eligen traicionar a Francia por Inglaterra. 
En busca de una forma de detener cada guerra, Montmorency realiza un ritual alquímico secreto que le permite evocar a la Reina de las Hadas Astaroth , que le promete enseñarle cómo usar la piedra para convertirse en un Ulysses, un alquimista inmortal con poder infinito. 
En los siete años siguientes, Montmorency sigue aprendiendo de Astaroth cómo convertirse en un Ulysses mientras viaja a lo largo de Francia, pero debido a eventos inesperados, termina realizando el ritual a una joven moribunda llamada Jeanne, que se convierte en el nuevo Ulysses en su lugar.  De esta manera, Jeanne ganará el poder de cambiar el rumbo de la guerra y será conocida a partir de ahora como Jeanne d'Arc . 

## Personajes
Montmorency (モンモランシ Monmoranshi?)
Seiyū: Ryōta Ōsaka
Un joven alquimista en busca de una manera de descubrir el secreto detrás de la Piedra Filosofal y convertirse en un Ulysses, un ser supremo con el poder de crear una utopía mundial. Conoció a Jeanne y usó la mitad de la piedra para salvar su vida, ha jurado protegerla y asegurarse de que se cumpla su destino del santo salvador de Francia. Una vez obligado a tragar la otra mitad de la piedra para salvar a Jeanne, él también se ha convertido en un Ulysses, ganando el poder de convertir el viento y el aire en un escudo irrompible. Está basado en Gilles de Rais.
Jeanne d'Arc (ジャンヌ・ダルク Jannu Daruku?)
Seiyū: Yūko Ōno
Una niña de doce años de Domremy con una personalidad amable y gentil. Después de haber sido herido de muerte por los ingleses cuando Domremy es atacada, Montmorency ha puesto la mitad de su Piedra Filosofal en su cuerpo para salvar su vida, convirtiéndola en el nuevo Ulysses. Debido a su corta edad y con solo la mitad de la piedra en su cuerpo, Jeanne puede convertirse en un Ulysses solo por tres minutos; de esta forma, se convierte en una luchadora poderosa y casi invencible, pero al mismo tiempo se vuelve extremadamente brutal y sádica, ya que el poder de la piedra implementa su arrogancia. Ella está basada en Juana de Arco.
Astaroth (アスタロト Asutaroto?)
Seiyū: Hisako Tōjō
La inmortal Reina de las Hadas y el guardián de la Piedra Filosofal, convocados en el mundo humano por Montmorency para ayudarlo a convertirse en un Ulysses. A ella le encanta provocar a Montmorency y regañarlo por su falta de experiencia. Mientras exista la Piedra Filosofal, como su tutor no se le permitirá morir.
La Trémoille (ラ・トレムイユ Ra Toremuiyu?)
Seiyū: Atsushi Abe
El primo de Montmorency, él es el gran chambelán de Francia. A pesar de ser el primer consejero de Charlotte, él piensa que los Valois no tienen ninguna posibilidad de ganar contra los ingleses; para esto, él conspira con la familia inglesa y borgoña para terminar la guerra con un tratado que entregará la mitad de Francia al enemigo, dejando sin embargo las tierras aún libres bajo el control de Charlotte. Una vez descubierto y obligado a escapar, se alía con la Inquisición para destruir a Jeanne. También es un coleccionista de hadas sádico y siniestro.
Arthur de Richemont (アルテュール・ド・リッシュモン Arutyūru do Risshumon?)
Seiyū: Manami Numakura
Uno de los amigos de la infancia de Montmorency y el amor secreto del joven desde que estudiaron en la Academia de los Caballeros. Cuando el ejército francés es borrado en la batalla de Azincourt, su espada rota fue encontrada en el campo de batalla por Montmorency, persiguiendo al niño para que piense que está muerta. Sin embargo, más tarde se revela que ha sido capturada por los ingleses. Ella pertenece al ducado de Bretaña. Está basada en Arturo, conde de Richemont y III duque de Bretaña.
Philip (フィリップ Firippu?)
Seiyū: Yūki Takada
La heredera del ducado de Borgoña, es una de las amigas de la infancia de Montmorency. Después de la Batalla de Azincourt, su familia ha elegido traicionar a los Valois y estar del lado de los ingleses. Más tarde, se revela que ella es una Ulysses conocida como "Ulises Oscuros" a través del uso del elixir de Montmorency y un casco maldito, el Santo Grial. Además de convertirse en una mujer joven, como un Ulysses Oscuro se vuelve tan brutal y poderosa como Jeanne, pero a diferencia de ella, disfruta matando a sus enemigos; Además de esto, los poderes curativos del Santo Grial la protegen de casi todas las heridas mortales que sufre. Ella está basada en Felipe III, Duque de Borgoña.
Charlotte (シャロット Sharotto?)
Seiyū: Saori Ōnishi
Tercera hija de la familia real francesa de Valois, es la tercera miembro del antiguo grupo de amigos de Montmorency. Después de la muerte de sus hermanos en la batalla de Azincourt, se convirtió en la próxima heredera del trono. Está basada en Carlota de Valois, hija ilegítima de Carlos VII de Francia y Agnès Sorel, favorita del rey de Francia.
La Hire (ラ・イル Ra Iru?)
Seiyū: Shizuka Ishigami
El comandante de una unidad mercenaria enviada por Charlotte para proteger a Domremy y al resto de Lorraine. Ella maneja una lanza masiva y una pistola. A ella le encantan las cosas bonitas y, debido a esto, se enamora de Jeanne y Astaroth en el momento en que las ve. Durante el asedio de Orléans, se apuñala con la espada sagrada Joyeuse para luchar contra el demonio Enlil, convirtiéndose en un Ulysses y ganando el Ojo definitivo, un poder especial que implementa sus habilidades de puntería al máximo.
Jean d'Alençon (アランソン Aranson?)
Seiyū: Junji Majima
El comandante del ejército francés durante el Asedio de Orléans, es el hermano menor de Richemont y el gobernante de Alençon. Es uno de los pocos nobles del norte de Francia que sigue siendo leal a los Valois.
Batard (バタール Batāru?)
Seiyū: Yūki Kuwahara
El primo ilegítimo de Charlotte y su confiable guardaespaldas, es el segundo al mando de Alençon durante el Asedio de Orléans. A pesar de ser un niño, se viste y actúa como una niña por orden de Charlotte, para satisfacer el deseo de la princesa de tener una hermana pequeña.
Xaintrailles (ザントライユ Zantoraiyu?)
Seiyū: Hidenori Takahashi
El segundo al mando de la unidad mercenaria de La Hire, lucha con una espada ancha masiva. Él está enamorado de su Comandante, continuamente tratando de recibir un beso de ella.

## Medios de comunicación

### Novela ligera
| N.º | Fecha de lanzamiento     | ISBN                   |
| --- | ------------------------ | ---------------------- |
| 1   | 25 de agosto de 2015     | ISBN 978-4-08-631011-6 |
| 2   | 25 de agosto de 2015     | ISBN 978-4-08-631064-2 |
| 3   | 22 de abril de 2016      | ISBN 978-4-08-631108-3 |
| 0   | 25 de octubre de 2017    | ISBN 978-4-08-631210-3 |
| 4   | 23 de febrero de 2018    | ISBN 978-4-08-631233-2 |
| 5   | 21 de septiembre de 2018 | ISBN 978-4-08-631265-3 |
| 6   | 22 de noviembre de 2018  | ISBN 978-4-08-631277-6 |

### Manga
Un manga dibujado por Yagi Shinba y Hirafumi.  La historia es un poco diferente de la novela y el anime. 
| N.º | Fecha de lanzamiento    | ISBN                   |
| --- | ----------------------- | ---------------------- |
| 1   | 19 de noviembre de 2018 | ISBN 978-4-08-891153-3 |

### Anime
Una adaptación de la serie de televisión de anime por AXsiZ se transmitió del 7 de octubre al 30 de diciembre de 2018, en Tokyo MX y otros canales.  La serie está dirigida por Shin Itagaki, con Ryunosuke Kingetsu manejando la composición de la serie, Jouji Sawada diseñando los personajes y Taku Iwasaki componiendo la música.  El tema de apertura es "Libération" (リベラシオン?)  por Mai Fuchigami y el tema final es "Hundred years' melammu" (百年のメラム?)  por rionos .  La serie es transmitida simultáneamente por Crunchyroll , con Funimation produciendo un doblaje en inglés mientras se transmite.  La serie duró 12 episodios.  El 27 de noviembre de 2018, debido a razones no reveladas, AXsiZ anunció que el episodio 9 del programa se retrasó durante una semana.